# غوران روبن
غوران روبن (بالكرواتية: Goran Rubil)‏ (9 مارس 1981 في سلافونسكي برود في كرواتيا – )؛ هو لاعب كرة قدم كان يلعب كلاعب وسط.

## وصلات خارجية
- غوران روبن على موقع رابطة كرة القدم اليابانية للمحترفين (اليابانية)
- غوران روبن على موقع قاعدة بيانات كرة القدم.إي يو (الإنجليزية)
- غوران روبن على موقع بيانات كرة القدم. دي إي (الألمانية)
- غوران روبن على موقع ليكيب (الفرنسية)
- غوران روبن على موقع Soccerway.com (الإنجليزية)
- غوران روبن على موقع عالم كرة القدم.نت (الإنجليزية)
- غوران روبن على موقع GSA (الإنجليزية)